# Polypodiodes niponica
Polypodiodes niponica är en stensöteväxtart som först beskrevs av Georg Heinrich Mettenius, och fick sitt nu gällande namn av Ren-Chang Ching. Polypodiodes niponica ingår i släktet Polypodiodes och familjen Polypodiaceae. Inga underarter finns listade.

## Bildgalleri

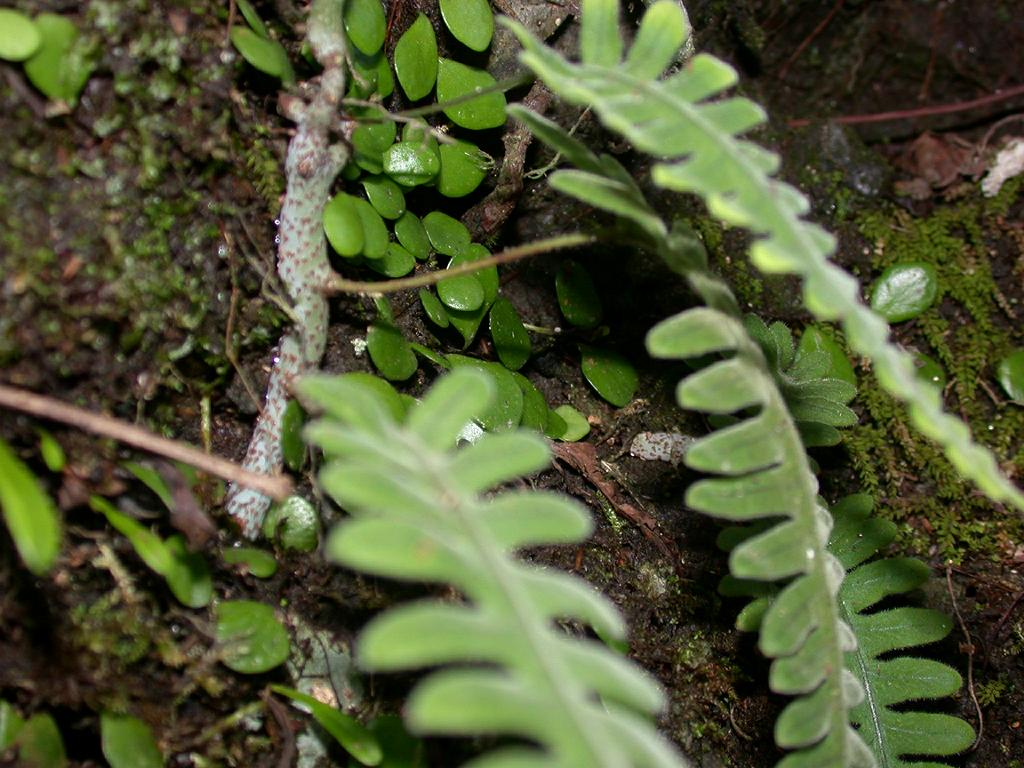
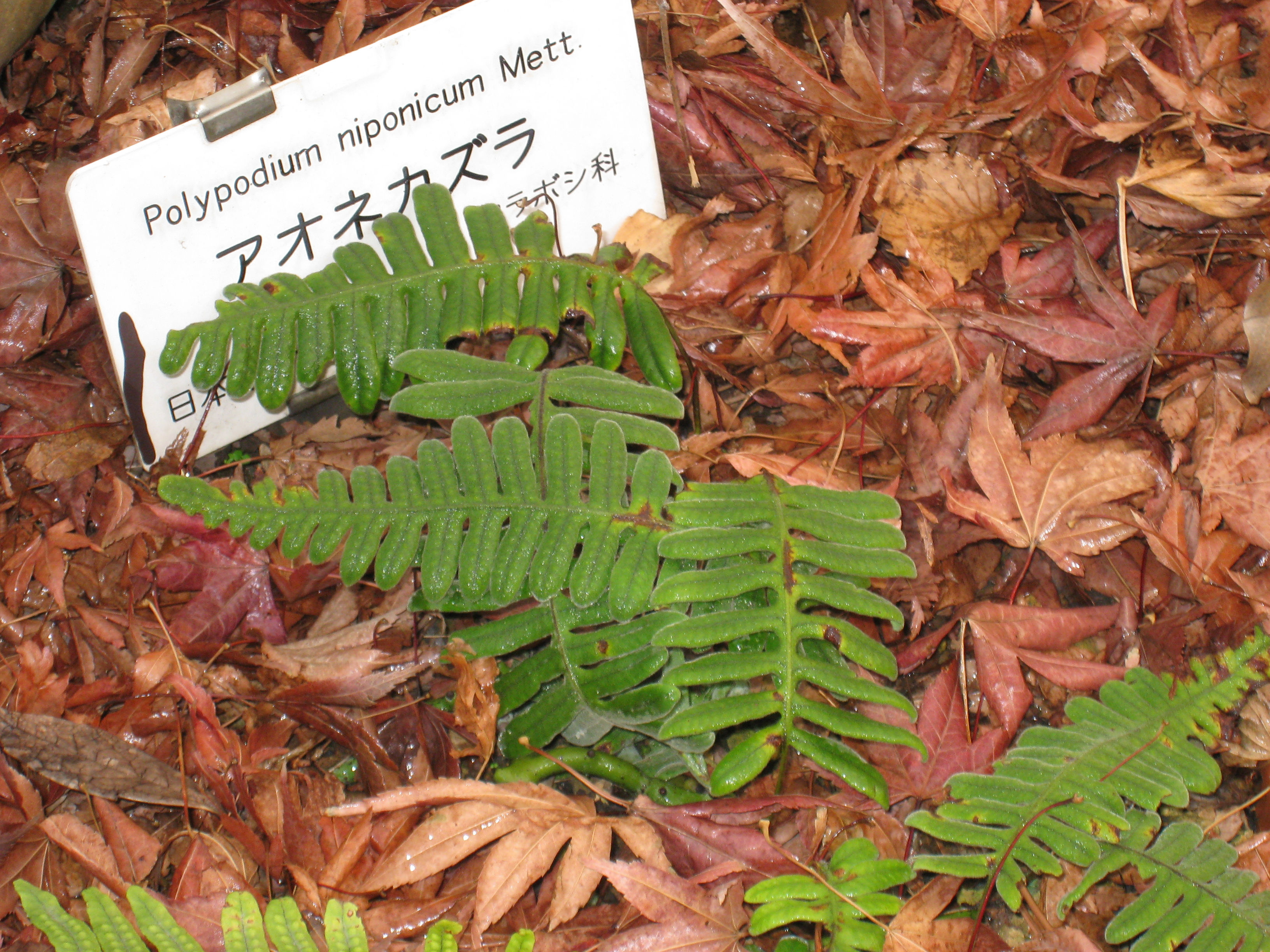
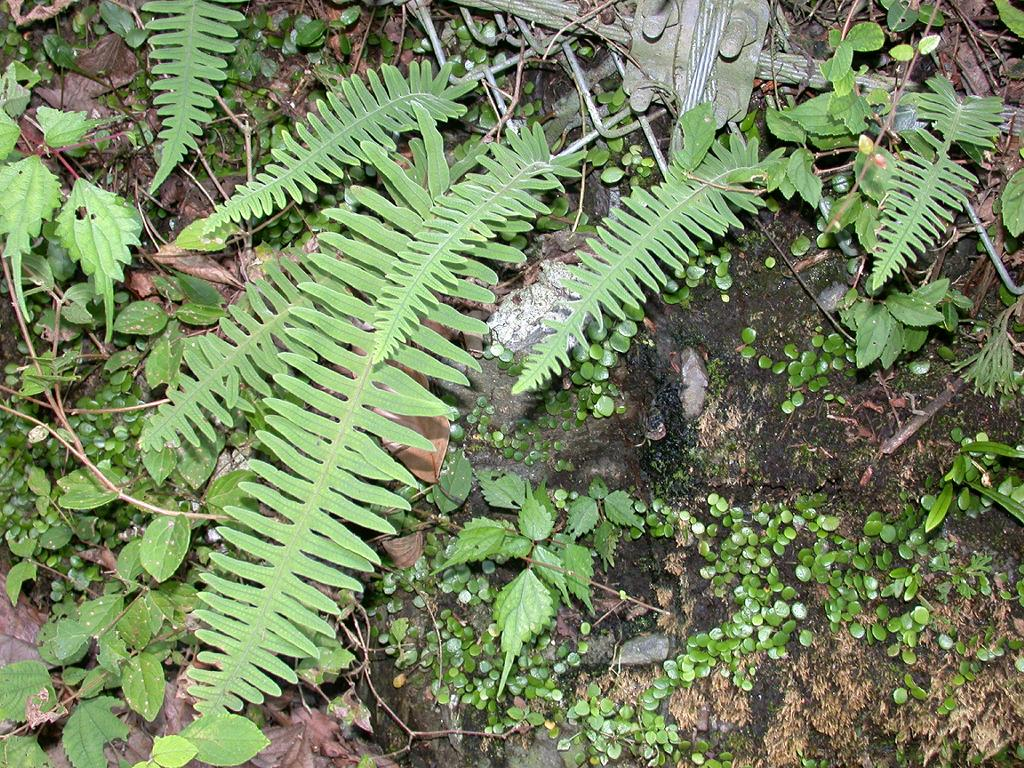